# Mihalik András (jégkorongozó)
Mihalik András (Debrecen, 2003. május 4. –) magyar utánpótlás-válogatott jégkorongozó, az Erste Ligában szereplő DEAC játékosa.
2020 áprilisában a 2. kör 22. helyén draftolva lett Kanada legerősebb junior bajnokságába, az Ontario Hockey League-ben (OHL) szereplô Niagara IceDogs csapatába. Ez eddig csak egy magyar jégkorongozónak, Ennaffati Omarnak sikerült még 1997-ben. 2016-tól 2023-ig tagja volt a magyar korsztályos jégkorong-válogatottaknak, 2024-től a magyar felnőtt jégkorong-válogatott bőkeretének tagja.

## Pályafutása
2009-ben kezdett jégkorongozni a Debreceni Hoki Klub egyesületében. Végigjárta a korosztályos ranglétrát egészen 2017 szeptemberéig, mikor a kanadai Greater Toronto Hockey League-ben (GTHL) szereplő North York Rangers csapatához igazolt. A 2017/18-as szezont ott töltötte, majd ligán belül váltott csapatot, és két évre a Toronto Titans U16-os, illetve U18-as csapataihoz került. A 2019/20-as szezonban megosztott GTHL-bajnok lett a Titans együttesével, ugyanis a bajnokság a döntő előtt félbeszakadt a COVID19-világjárvány miatt.
A "befejezetlen szezon" végén online tartották meg a 2020-as OHL-játékosbörzét (draftot), ahol a Niagara IceDogs csapata a 2. körben, összesítésben a 22. helyen foglalta le Mihalik játékjogát. Ezzel megnyílt a lehetőség, hogy Szuper Levente sikeres szereplése után újabb magyar játékos szerepelhessen a legmagasabban jegyzett kanadai utánpótlás-bajnokságban.
A 2020/21-es szezonban a szigorú kanadai COVID19-korlátozások miatt nem indult el az OHL alapszakasza, ezért Mihalik 2020 augusztusában a finn első osztályban szereplő Kiekko-Vantaa U18-as csapatához igazolt, viszont a járvány megint közbeszólt.
Ez vezetett ahhoz, hogy 2020 novemberében szülővárosába, Debrecenbe igazolt vissza, hogy a magyar bázisú Erste Ligában szereplő DEAC csapatát erősítse. Mindez azt jelentette, hogy 17 évesen töltött egy fél szezont a magyar első osztályban, ahol 2021 áprilisában magyar bajnoki ezüstöt nyert az együttessel, majd később a 2021-es Tippmix Magyar Kupán meglepetést jelentő aranyérmet szerzett a DEAC, többek között a magyar bajnoki aranyérmes FTC-Telekom és az osztrák ICEHL bajnokságban szereplő Hydro Fehérvár AV19 legyőzésével.
A 2021/22-es szezonban az Erste Ligába visszatérő DVTK Jegesmedvékhez igazolt, majd a 2022/23-as szezontól újra szülővárosában jégkorongozik.
2024 novemberében egy felkészülési tornán bemutatkozott a magyar felnőttválogatottban. 2025 májusában bekerült az A-csoportos világbajnokságra utazó keretbe.
Egyetemi tanulmányait a Nemzeti Közszolgálati Egyetem államtudományi szakán kezdi el.

## Forrás
András Mihalik at eliteprospects.com (angol nyelven). www.eliteprospects.com. (Hozzáférés: 2021. július 25.)